# Simón Bolívar nemzetközi repülőtér (Venezuela)
A Simón Bolívar nemzetközi repülőtér (IATA: CCS, ICAO: SVMI) Venezuela egyik nemzetközi repülőtere, amely Urimare parish közelében található. Éves utasforgalma 12 000 000 fő (2014). Üzemeltetője a National Institute of Civil Aviation.

## Légitársaságok és úticélok
2023-ban a Simón Bolívar nemzetközi repülőtérről az alábbi járatok indulnak:

### Személy
| Légitársaság             | Célállomások |
| ------------------------ | --- |
| AeroCaribe               | Los Roques |
| Aerolíneas Estelar       | Barinas, Maracaibo, Maturín, Porlamar, Puerto Ordaz, Santiago de Chile, Santo Domingo del Táchira |
| Air Europa               | Madrid |
| Avior Airlines           | Barcelona (VE), Barquisimeto, Curaçao ,El Vigía, Las Piedras, Maracaibo, Porlamar, Puerto Ordaz, Santo Domingo–Las Américas |
| Boliviana de Aviación    | Santa Cruz de La Sierra–Viru Viru (2023 október 31-től) |
| Caribbean Airlines       | Port of Spain |
| Conviasa                 | Barbados, Barinas, Canaima, Cancún, Cumaná, Damascus, El Vigía, Havana, La Fría, Las Piedras, Lima, Los Roques, Madrid, Maracaibo, Maturín, Mérida (VE), Mexico City–AIFA, Moszkva–Vnukovo, Porlamar, Puerto Ayacucho, Puerto Ordaz, San Antonio del Táchira, San Fernando de Apure, Santa Cruz de La Sierra–Viru Viru, Santo Domingo del Táchira, St. Vincent–Argyle, Teherán–Imam Khomeini |
| Copa Airlines            | Panama City–Tocumen |
| Iberia                   | Madrid |
| LASER Airlines           | Barcelona (VE), Bogotá, Curaçao, El Vigía, La Fría, Maracaibo, Maturín, Panama City–Tocumen, Porlamar, Puerto Ordaz, Santo Domingo–Las Américas |
| LATAM Perú               | Lima |
| Plus Ultra Líneas Aéreas | Madrid, Tenerife–North |
| RUTACA Airlines          | Barcelona (VE), Ciudad Bolívar, Maracaibo, Panama City–Tocumen, Porlamar, Puerto Ordaz, Punta Cana, Santo Domingo del Táchira |
| SATENA                   | Bogotá |
| TAP Air Portugal         | Lisszabon |
| Turkish Airlines         | Isztambul |
| Turpial Airlines         | Bogotá |
| Venezolana               | Barcelona (VE), Barquisimeto, Las Piedras, Maracaibo, Panama City–Tocumen, Porlamar, Santo Domingo–Las Americas |
| Wingo                    | Bogotá |

### Cargo
| Légitársaság                  | Célállomások            |
| ----------------------------- | ----------------------- |
| Aerosucre                     | Bogotá                  |
| Líneas Aéreas Suramericanas   | Bogotá                  |
| Transportes Aéreos Bolivianos | Santa Cruz de la Sierra |

## Forgalom
Az utasforgalom az elmúlt években az alábbi módon változott:
| Utasok száma | 6 772 583 | 7 032 719 | 7 373 053 | 25 705 201 | 15 203 016 | 19 290 791 | 17 330 011 | 21 869 487 | 12 000 000 | 3 883 572 |
|              | 2004      | 2005      | 2006      | 2008       | 2009       | 2010       | 2011       | 2013       | 2014       | 2018      |

## Futópályák
A repülőtér futópályái:
- 10L/28R (3610 m, 45 m, aszfaltbeton)
- 10R/28L (2500 m, 45 m, aszfaltbeton)
- 09/27 (3270 m, 45 m, aszfaltbeton)